# 前田利貞
前田 利貞（まえだ としさだ、慶長3年3月16日（1598年4月21日） - 元和6年8月2日（1620年8月29日））は、江戸時代初期の武将、加賀藩士。前田利家の六男、母は側室・逞正院（阿千代。越前葛野坊円福寺の五女）。幼名は乙松丸、後に七兵衛（通称）、備前（同）、利豊（諱）。子に前田貞里。
利家の近習であった神谷守孝に養育され、神谷氏を称す。1611年（慶長16年）11月に衣服領500石を与えられ、前田に改める。大坂の陣に従軍し、特に大坂冬の陣では兄・前田知好の陣に属し、功により5000石を加増される。両陣とも直接戦闘には参加せず、後方支援だった。1618年（元和3年）には徳川秀忠に拝謁し、御服を与えられる。しかし、大坂の陣で登用した家臣を養うのが困難なほど困窮し、1620年（元和6年）6月に食録返上を願い出、同年8月に死去した。墓は金沢の野田山墓地。法名は江月院照嶺永秋大居士。 